# 达尔贝站
达尔贝站是里加-叶尔加瓦铁路线上的一个火车站，车站于1920年建成，附近的居民点是达尔贝村。